# T-1 (練習機)
富士 T-1 初鷹
飛行中のT-1A
- 用途：中等練習機
- 製造者：富士重工業
- 運用者： 日本（航空自衛隊）
- 初飛行：1958年1月19日
- 生産数：66機
- 運用開始：1960年8月1日
- 退役：2006年3月3日
- 運用状況：全機退役

T-1は、日本で開発された亜音速ジェット機。愛称は初鷹（はつたか）。航空自衛隊において、レシプロ機による初等訓練を終えたパイロットがつづいて訓練するための中等練習機として用いられた。第二次世界大戦後初の実用国産飛行機であると同時に、初の国産ジェット練習機でもある。老朽化に伴って、T-4に順次更新されていき、2006年（平成18年）3月に全機が退役した。

## 来歴

### 中等練習機国産化
1954年（昭和29年）7月1日に発足した航空自衛隊では当初、使用する機体は主力戦闘機のノースアメリカンF-86から、練習機も含めて全てアメリカ合衆国から支給されたものであった。初等練習機にT-34A、中等練習機にT-6、高等練習機にT-33Aを使用していたが、このうちT-6は第二次世界大戦期に高等練習機として用いられたレシプロ機であり、ジェット機のT-33との性能差が大きすぎるという問題があった。さらに着陸装置が戦前の尾輪式のため、離着陸時や地上での視界が両機と全く異なることなども欠点であった。
そこで防衛庁はT-6に代わる中等練習機を発足直後から検討しており、自衛隊での機体要望を12月までにはまとめ上げていたが、折りしも1956年（昭和31年）にはアメリカによる航空禁止が全面解除（1952年〈昭和27年〉に一部解除）されることとなっていたため、これを機に国産技術の回復を図ろうという気運が高まった。この動きはYS-11の製作に結びつくが、この際、中等練習機も国産化しようということになり、1955年（昭和30年）8月23日に航空幕僚長が防衛庁長官に空自の仕様案を提出、庁内及び在日米軍顧問団でのアメリカ製を推す声を抑え、11月4日に国内開発を決定した。
空自が要求した仕様はおおむね以下のようなものであった。
- タンデム複座の中間練習機
- 推力1トンから1.2トンのエンジンを装備
- 最大速度420ノット (778 km/h)：制限マッハ0.85
- 上昇限度4万フィート (12,190 m) 以上
- 上昇時間は高度3万フィート (9,144 m) まで13分以内
- 連続航続2時間
- 着陸速度・失速速度75ノット (139 km/h)
- 離陸距離 600 m 以内
- 制限加重 +8G

当時ライセンス生産が始まったロッキードT-33Aと比べて、エンジン推力は半分ながら、性能面では一部凌駕するものであった。
防衛庁は12月、国内の機体メーカー4社に機体を公募した。国内航空最大手の新三菱は、プロポーザルを提出したが、F-86Fのライセンス生産に専念する必要もあり、後に辞退している。この時、防衛庁の開発担当の高山捷一が、帝大の同窓生だった三菱の東條輝雄と富士重工の内藤子生を呼び、三菱には次の戦闘機F-86Fのライセンス生産の中心となってもらうので、今回は技術力育成のために譲ってくれと説得している。川崎航空機の応募「T1K1」、新明和工業「T1S1」、富士重工業「T1F1」が翌年3月までに出揃ったため、選考に入った。「K1」と「S1」がT-33と同じ直線翼にエアインテークが機体両脇に設置されていたのに対し、「F1」はF-86を意識した鋭角な後退翼とエアインテークを機首に配置するなど機動性が高く、また、模型やモックアップによる実験で運用面も考慮されていることも評価され、7月11日にT1F1の採用を決定した。
|      | 総重量 (kg) | 翼面積 (m2) | 翼面荷重 (kg/m2) | 全幅 (m) | 全長 (m) | 最大速度 (km/h) | 試作機単価      | 特徴                                                               |
| ---- | ----------- | ----------- | ---------------- | -------- | -------- | --------------- | --------------- | ------------------------------------------------------------------ |
| T1S1 | 3,150       | 19          | 166              | 9.6      | 10.60    | 857             | 1億1,264万2千円 | 付け根で10 %、翼端8 %の薄膜。翼内がインテグラルタンク。            |
| T1K1 | 3,600       | 22          | 164              | 11.5     | 11.15    | 777             | 2億579万2千円   | 翼厚比9.6 %。翼端燃料タンク。                                      |
| T1F1 | 3,300       | 22          | 150              | 10.5     | 11.98    | 833             | 1億647万4千円   | 後退翼。機首にエアインテーク。前後席に120 mmの高低差つけ視界改善。 |

### 富士重工の開発
内藤子生技師を主務として設計と実機製作に取り掛かったT1F1だが、富士重工業が旧中島飛行機であるとはいえ、航空再開から4年、富士重工設立から3年しか経っておらず、また、第二次世界大戦中に同じく中島飛行機が海軍の発注を受けて開発し量産を進めていた「橘花」を除けば、ジェット機開発の経験など無かった。そのため、T-34 メンターの構成品を利用した社内記号FJT11シリーズ、彩雲の技術とJO-1クラスのエンジンを使ったFJT31シリーズ、後退翼とJO-1とその推力向上型のエンジンを想定したFJT51シリーズなど、ジェット練習機の社内研究は進めていた。
試作のための研究と試験には、国内メーカーと国公立の研究所の協力体制がとられ、ライセンス生産をしていたF-86FとT-33Aのノウハウが大きな助けとなった。また、国内の航空研究設備の多くが戦後解散し、機材も分解してしまったため、アメリカ・コーネル大学の風洞設備を借りて遷音速時の空力特性研究を行うなど、研究開発は苦難に満ちたものだった。同時に、米軍のレシプロ練習機T-28Bと英軍の練習機 DH-T55 バンパイアを一機ずつ購入し、操縦特性や構造、装備品、バンパイアで並列複座の得失について徹底的に検証した。
搭載するエンジンは、国内5社共同出資で設立した日本ジェットエンジン社（NJE）が開発中である推力1,200kgの「XJ3」の予定であったが、製作が遅れていることが明らかになり、防衛庁の求める納期に間に合わなくなってしまった。このため富士は、試作1号機に英国ブリストル社製・オーフュースMk.805エンジン（推力1,815kg）を搭載してT1F2とし、試作1号機（82-5801）は1958年（昭和33年）1月19日に宇都宮飛行場において初飛行し約30分のテスト飛行に成功した（テストパイロットの高岡迪1等空佐は終戦直前に「橘花」の初飛行も勤めている）。これを3月25日に防衛庁に納入し、3月13日に初飛行した2号機（82-5802）以降、6号機までが防衛庁での試験に供された。この試験でいくつかの不具合が改良され、T-1Aと名づけられた機体は、1960年9月30日に量産機初の納入式が行われ、1962年（昭和37年）8月までに量産機と試作機あわせて46機が配備された。

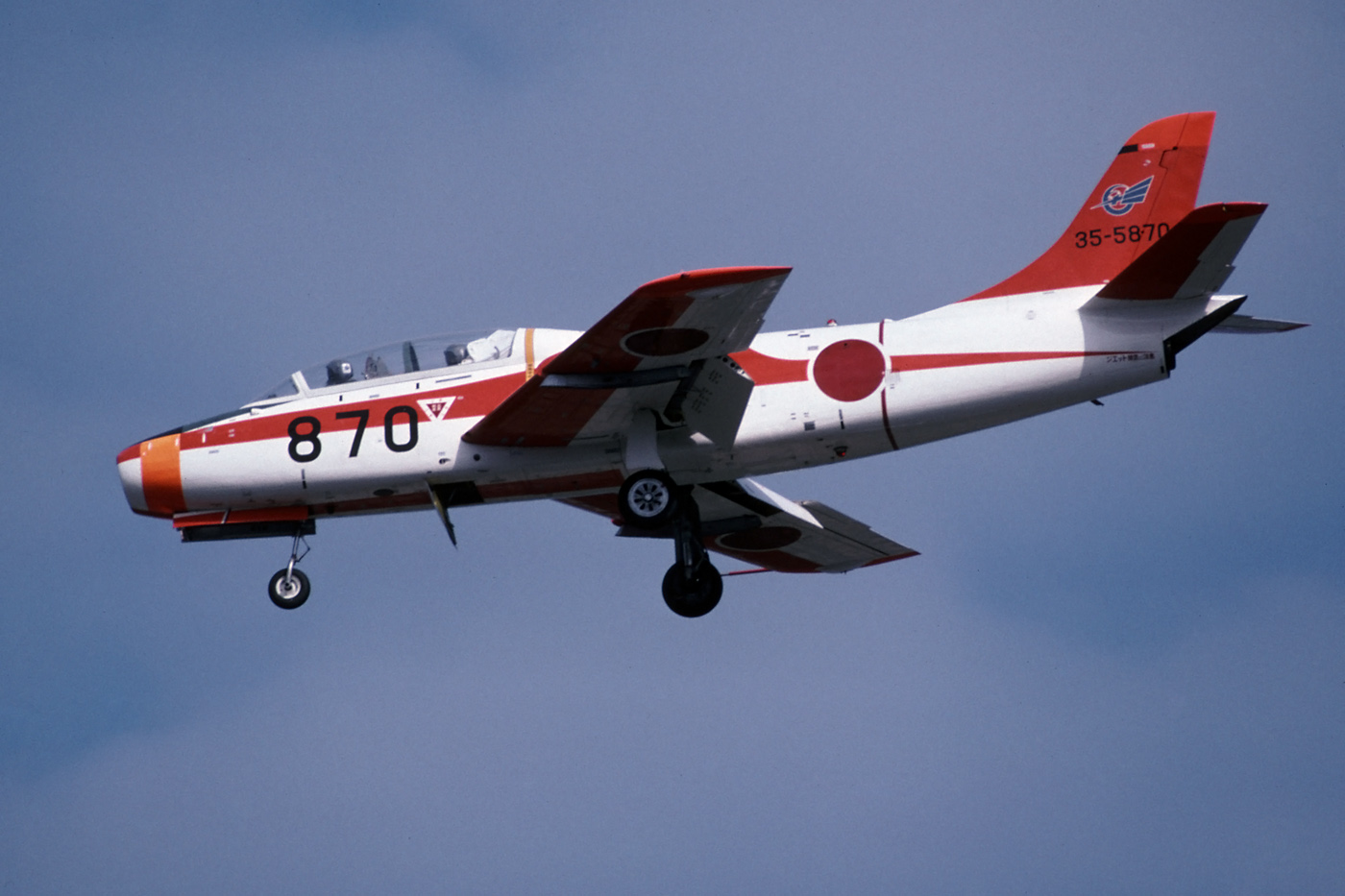
飛行中のT-1B 870号機
退役後は日本航空館（埼玉県行田市）に保存・展示されている。

1960年（昭和35年）にはNJEの国産ターボジェットエンジン「J3」が完成したので、T1F2の試作1号機（05-5801：元02-5801）のエンジンをJ3に転換して、5月17日に同じく宇都宮飛行場において吉沢飛行課長により初飛行に成功した。J3はNJEから石川島播磨重工業による量産体制に移り、T1F1試作2号機はT-1Aの10号機（05-5810）をJ3に転換したものとなった。これが1962年（昭和37年）まで試験に供され、T-1Aに代わって量産体制に移った。純国産機であるT1F1量産型はT-1Bと命名され、1962年9月に量産初号機が納入され、1963年（昭和38年）6月までに20機が配備された。T-1Aのうち2機はT-1Bに改修されている。

なお、1962年からF-104J/DJ戦闘機の導入によって教育体制が変わり、米軍の無償供与とライセンス生産効率化によって大量配備され、278機（212機が国産）もの大所帯となったT-33Aが中等練習機に格下げされたため、T-1は総勢66機の導入にとどまった。

## 設計

### 基本構造

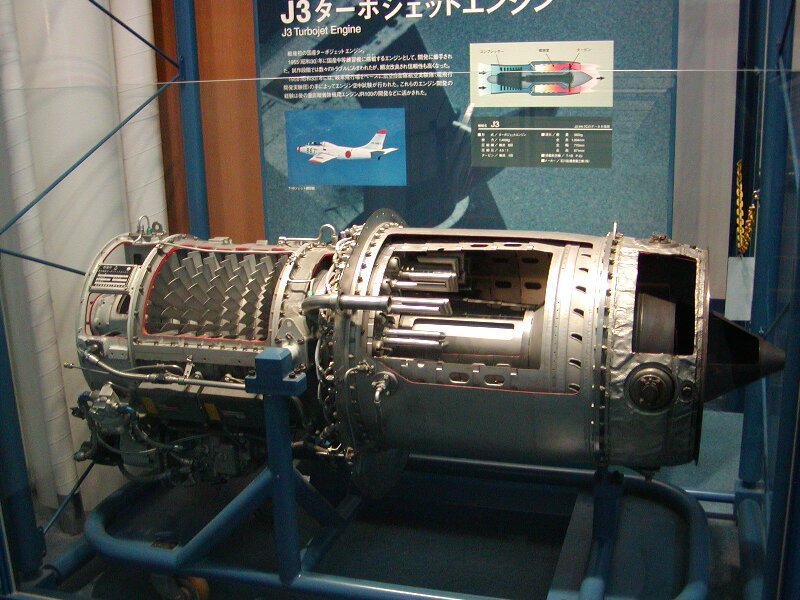
J3ターボジェットエンジン

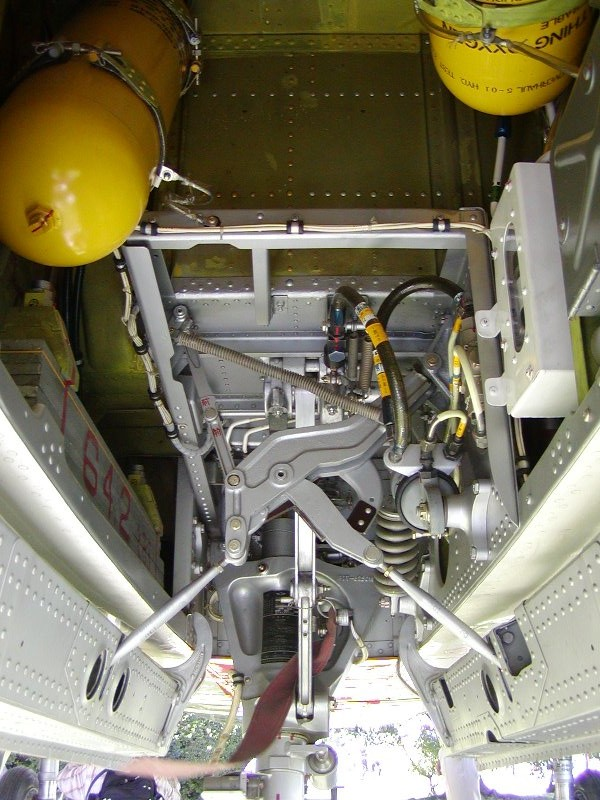
T-1Bの前脚格納庫

主翼は低翼配置で25パーセント翼弦、26度46分の後退翼となっており、中島飛行機時代の「彩雲」などに使用された中島Kシリーズ層流翼型の発達型である。厚い主翼には十分なタンクスペースが確保されている。新しい後退翼理論を取り入れた水平尾翼は34度15分、垂直尾翼は33度18分の後退角がついており、音速に近づいて衝撃波が発生しても尾翼の効きが残る。やや前方に出たドーサルフィンを持つ垂直尾翼と上反角を持つ水平尾翼の組み合わせにより、良好なスピンリカバリーをもたらしている。
空気流入効率と全面抵抗減少を狙ってエアインテーク（空気取り入れ口）は機首にある。軽量化のために細くした胴体は装備品の搭載にしわ寄せが来てしまい、また、体の大きなパイロットには窮屈になってしまった。しかし抵抗が小さいため加速力と上昇力ではT-33A練習機を上回り、操縦性や離着陸特性も数段勝っている。
電子機器は価格と開発期間を抑えるためにF-86F戦闘機およびT-33Aと同じ既製品を使用している。また、キャノピーと射出座席、降着装置はT-33Aと同じ、増槽はF-86Fと同じ120ガロンのものを流用した。A型のオーフュースエンジンは出力が大きく、性能も良いが、その分J3よりも多くの燃料を消費したため、T-1Aは常時増槽を装着して飛行することとなり、これがT-1AとT-1Bの外見上の大きな識別点となった。B型は当初、長距離飛行の場合を除いて増槽は設置しなかったが、後にA型同様、通常装備となった。
射出座席は当初マーチンベーカー製であったが、後にT-33共々安全性を高めた国産型に転換された。この国産射出座席開発に際しては、1966年（昭和41年）から岐阜基地で行われた射出実験の成果が投入されている。実験は岐阜基地の滑走路南で実施。鉄道用レール（新幹線のロングレール採用）とトロッコによるロケットスレッドが用意され、T-1Aの試作4号機（#804）の胴体前部をトロッコに括り付け、F-86の武装であるロケット弾44発（弾頭なし）を推進剤にして、地上滑走を再現した。機体の射出座席には平均的な日本人男性のダミー人形2体（衝撃計測機器付き）が乗せられ、トロッコの低速走行中に空中へ射出、パラシュートで地上へ帰還する試験を7度行った。試験で実用化された射出座席への改修により、ゼロ高度・低速度（地上滑走中）での安全な脱出が可能となった。なお、改修費用は1機あたり500万円（当時）であった。また、#804は試験終了後に復元された。
T-1B型は、1965年（昭和40年）に推力を1400kgに増強したJ3-IHI-7が完成したため、B型全機がこのエンジン（後にはJ3-IHI-7B）に転換し、正式名はT-1B-10となっている。しかし、T-1B全機が改修対象だったため、特に区別する必要も無く、この名称は一般には浸透しなかったようである。
この機体は練習機であるため武装はないが、射撃訓練用に機首右下に12.7mm重機関銃1門を装備できた。また、有事の際には翼下にサイドワインダー空対空ミサイルやロケット弾や爆弾やガンポッドなどを搭載できるようになっていた。計画のみに終わったが、F-104のレーダーを機首に搭載してFCS訓練機とした型も検討されていた。

### バリエーション
T1F1
富士重工による試作機の仮称。純国産のT-1B原型。T1F2/T-1Aから2機改造（#801・810）
T1F2
英ブリストル社製オーフュースエンジンを搭載した試作機。T-1A原型。6機製造（#801 - 806）
T-1A
国産ジェットエンジンの開発が間に合わず、オーフュースを使用。46機製造（#801 - 846）2001年（平成13年）退役。
T-1B
エンジンに国産石川島播磨重工業製J3エンジンを使用。A型より燃費向上。20機製造（#847 - 866）2006年（平成18年）退役。
T-1B-10
エンジンを強化型J3-7に転換したタイプ。T-1B全機が改修。
VTOL実験機
航空宇宙技術研究所が計画したリフトジェットの実験機。T-1を基礎に開発する予定だった。実機は製造されず。

### 諸元・性能
※スペックは明記していない限り、T-1Aのものである。
- 乗員 - 2 名
- 全長 - 12.12 m
- 全幅 - 10.49 m
- 全高 - 4.08 m
- 翼面積 - 22.22 m2
- 空虚重量 - 2,858 kg
- エンジン

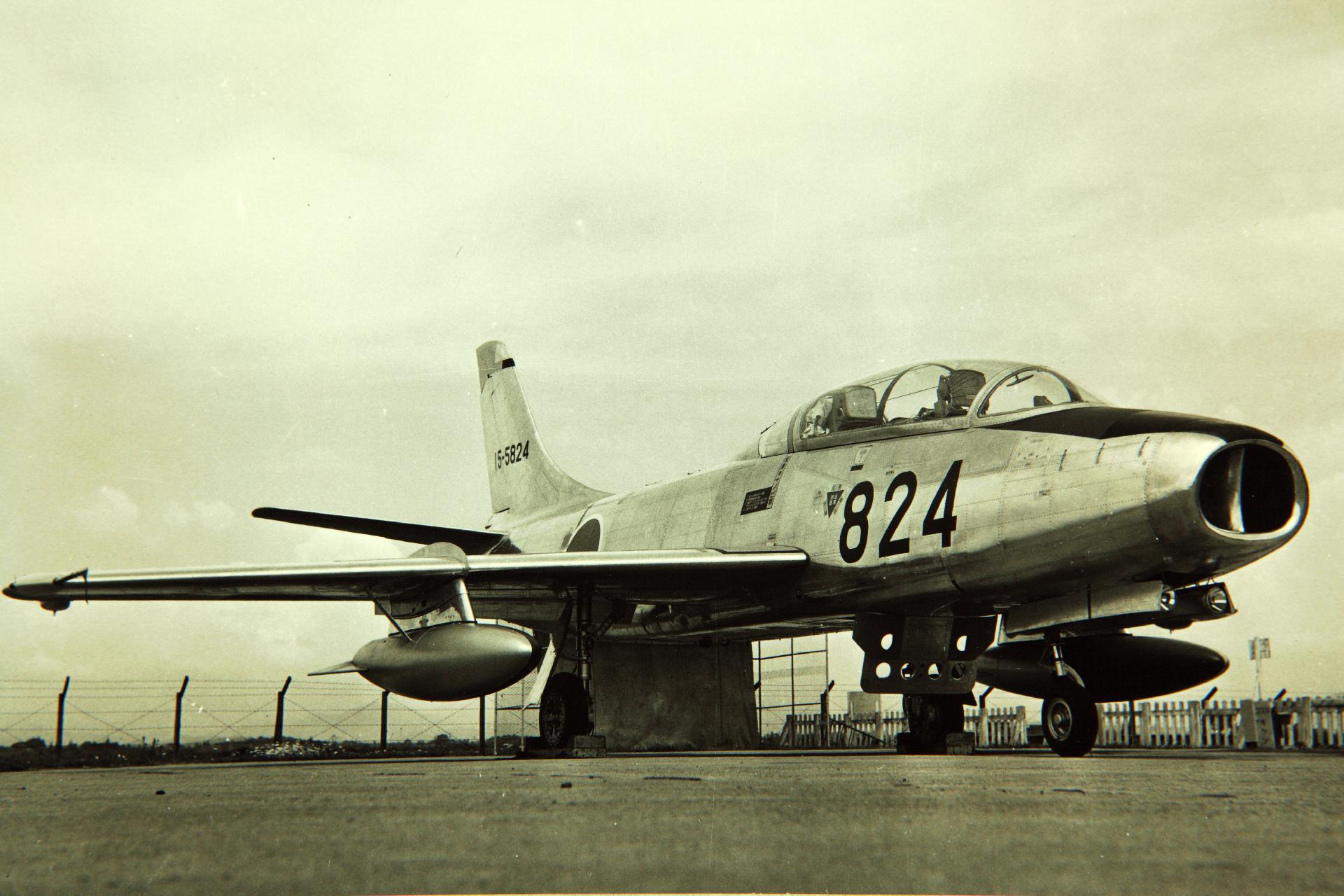
T-1A

  - T-1A：ブリストル オーフュース ターボジェット×1基
  - T-1B：IHI J3-IHI-7B ターボジェット×1基
- 出力
  - T-1A：1,815 kg
  - T-1B：1,400 kg
- 最大速度 - M0.80または503 kt（933.4 km/h）/4.572 m
- 巡航速度 - M0.55または340 kt（629.7 km/h）/6.096 m
- 失速速度 - 84 kt（155.6 km/h）/着陸時、海面上昇率1.981 m/mm

実用上昇限度 - 13.564 m
- 航続距離 - 850 km
- 離陸/着陸距離 - 離陸853 m/着陸1.052 m
- 武装
  - 固定武装無し（12.7 mm重機関銃1門の装備可）
  - 翼下に対地ロケット弾×4または空対空ミサイル×2装備可

## 運用史

### 配備

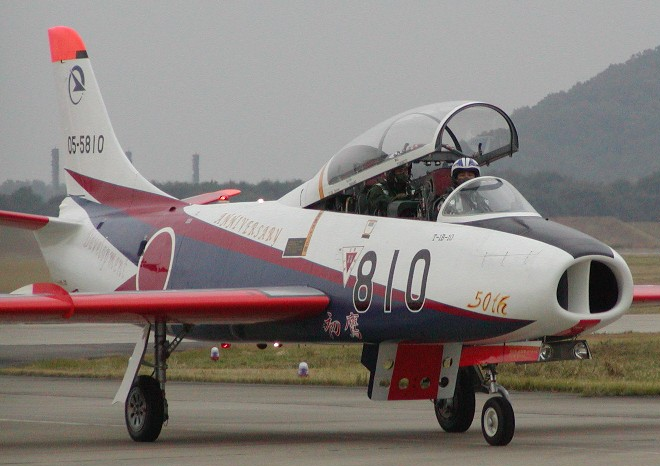
飛行開発実験団のT-1B(#810号機)

旧型レシプロ機のT-6から最新鋭ジェット機への転換には、いくらかの準備を必要とした。まず、1959年（昭和34年）7月から宇都宮基地第13飛行教育団の整備隊員を、岐阜基地の実験飛行隊に派遣してT-1Aの整備訓練を行い、9月からは飛行教官を派遣して教官の飛行訓練を行った。
1960年（昭和35年）8月1日付で第13飛行教育団第1飛行教育隊が宇都宮から岐阜に移転し、T-1Aによる飛行訓練を開始した。第1飛行教育隊は1961年（昭和36年）2月1日付で岐阜飛行教育分遣隊に改編され、本格的な操縦訓練が行われたが、1962年（昭和37年）3月15日には宇都宮の教育飛行群全てが岐阜へ移動して分遣隊は廃止され、第1飛行教育隊に統一した。岐阜で訓練の基礎を固めた第13飛行教育団は、1960年（昭和35年）11月に在日米軍から返還された、福岡県の芦屋基地に1962年（昭和37年）9月からT-1Aの移動を開始した。また、最後まで宇都宮に残っていた第13飛行教育団司令部も同時に芦屋に移り、10月までに全ての移動を完了した。続いて芦屋ではT-1Bの受領を開始、機体の増加によって第2飛行教育隊が編成され、A/B合わせて芦屋基地での教育運用が開始された。
また、T-1は少数ながら岐阜の実験航空隊（実験飛行団を経て、現・飛行開発実験団）、浜松基地の第1術科学校にも配備され、1982年（昭和57年）9月からは小牧基地の第5術科学校に芦屋からT-1Bが10機ほど配備された。このT-1Bは増槽を標準装備しているのが特徴であった。
1965年（昭和40年）、オーストラリア空軍のジェット練習機の選定のため、調査団が来日したことがある。試乗中にT-1の最高速度を更新するという珍事もあった。評価は高かったが、価格や政治的な理由のため、結局、イタリアのアエルマッキ MB-326が採用され、T-1は採用されなかったものの、T-1が候補として他国の物と並ぶ程の、国際的な水準の練習機であることを証明するものであった。
1971年（昭和46年）7月30日、航空自衛隊のF-86Fと民間機が空中衝突した、「全日空機雫石衝突事故」が発生。これを契機に、翌1972年（昭和47年）から、空中で目立つよう、T-1の塗装（潮風による機体腐食の防止用）をそれまでの白一色から赤と白の二色に改めたものが採用された。この練習機を視認性の高いカラーリングにする伝統は、現在のT-4にも引き継がれている。

### 退役

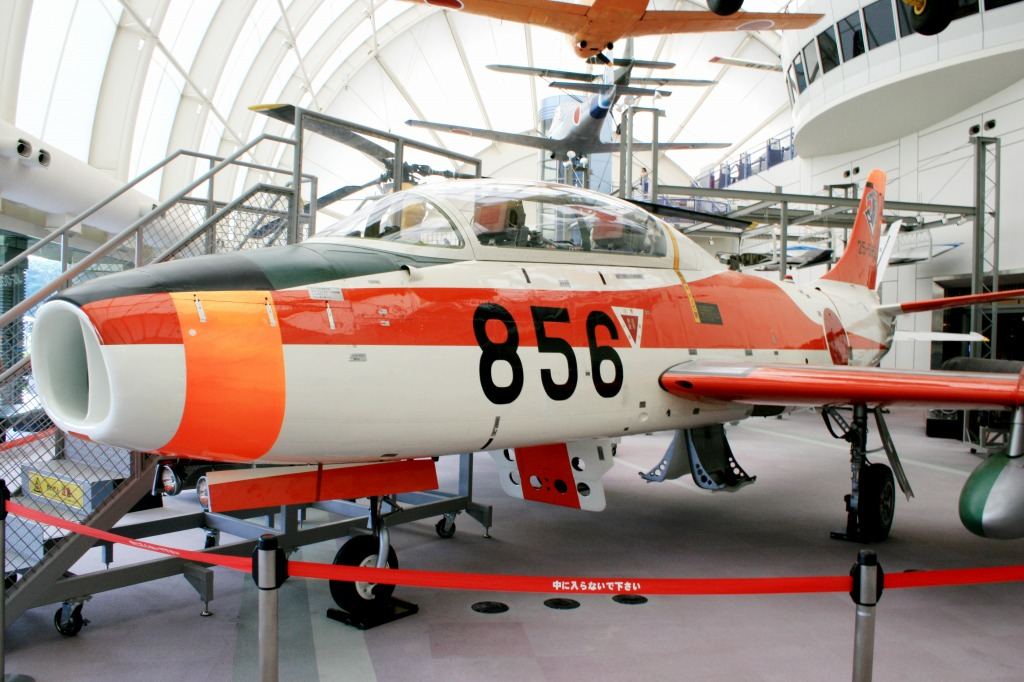
所沢航空発祥記念館に屋内展示されている25-5856号機 T-1B

後継機の川崎T-4の就役に伴い、1998年（平成10年）8月より第13飛行教育団にT-4が配備され、1999年（平成11年）6月に第1飛行教育隊がT-4に機種改変、2000年（平成12年）12月にはT-1による飛行教育が終了し、2001年（平成13年）2月1日にT-1Aが全機退役し、第2飛行教育隊もT-4に改変され、残ったT-1Bは第5術科学校に移動した。T-1Aのうち1996年（平成8年）9月10日用途廃止初号機である25-5841号機は製造会社である富士重工業宇都宮製作所に展示されている。また、2021年までは浜松広報館に15-5825号機が展示されていたが、展示機入れ替えに伴い浜松基地で保管（非公開）されている。
2004年（平成16年）1月13日に35-5866号機が宇都宮飛行場にて航空自衛隊へ引き渡され、T-1Bの定期修理（IRAN）が終了した。2006年（平成18年）3月3日、最後に残った第5術科学校の3機と飛行開発実験団の1機が小牧基地でラストフライトを行い、T-1Bも全機が退役した。このうちの1機25-5856号機は埼玉県の所沢航空発祥記念館に展示されている。また、芦屋基地には第13飛行教育団の機体が2機正面門前に展示されている。群馬県太田市の富士重工業太田矢島工場には第5術学校所属の機体が展示されている。飛行開発実験団の機体は岐阜県の岐阜かかみがはら航空宇宙博物館に展示されている。

### 事故
運用期間中、7件の墜落事故が発生している。この他、テイルパイプのひずみとジャイロシン・コンパスの狂いが生じたため、1960年12月28日から1961年2月2日にかけて飛行停止命令が出ている。

## 登場作品

### 映画
『ジェットF104脱出せよ』
芦屋基地の第13飛行教育団所属であるA型とB型が登場。F-104J戦闘機のパイロットを目指す主人公の飛行幹部候補生たちが、第2初級操縦課程の訓練において搭乗する。
撮影には、航空自衛隊の全面協力で実物が使用されている。

### 小説
『タイムスリップ大戦争』
T-1Aが登場。19××年（昭和5×年）の日本列島が約30年前の1941年にタイムスリップした中、アメリカなどとの間で戦争が勃発したことを受け、急遽武装を施して戦闘機に改造される。
『遙かなる星』
直接登場はしないが、T-1のエンジンとして、作中における架空の企業である「北崎重工」が製造したNJ101Aエンジンが採用されたことが登場人物らにより語られている。また、キューバ危機が米ソ核戦争と化した第三次世界大戦の終結後も、T-1Bが空自の練習機として使用されている。